# Leucoloma theriotii
Leucoloma theriotii är en bladmossart som beskrevs av Ferdinand François Gabriel Renauld och Jules Cardot 1896. Leucoloma theriotii ingår i släktet Leucoloma och familjen Dicranaceae. Inga underarter finns listade i Catalogue of Life.